# Hasen-Bräu
Hasen-Bräu (im Volksmund auch Hasenbrauerei, formell richtig Hasen-Bräu Brauereibetriebsgesellschaft GmbH) ist eine Brauerei, die in Augsburg ansässig ist. Sie geht auf eine Hausbrauerei aus dem Jahre 1464 zurück und ist damit eine der ältesten Brauereien der Stadt. Seit 2004 gehört das Unternehmen zur Radeberger-Gruppe im Oetker-Konzern.

## Geschichte

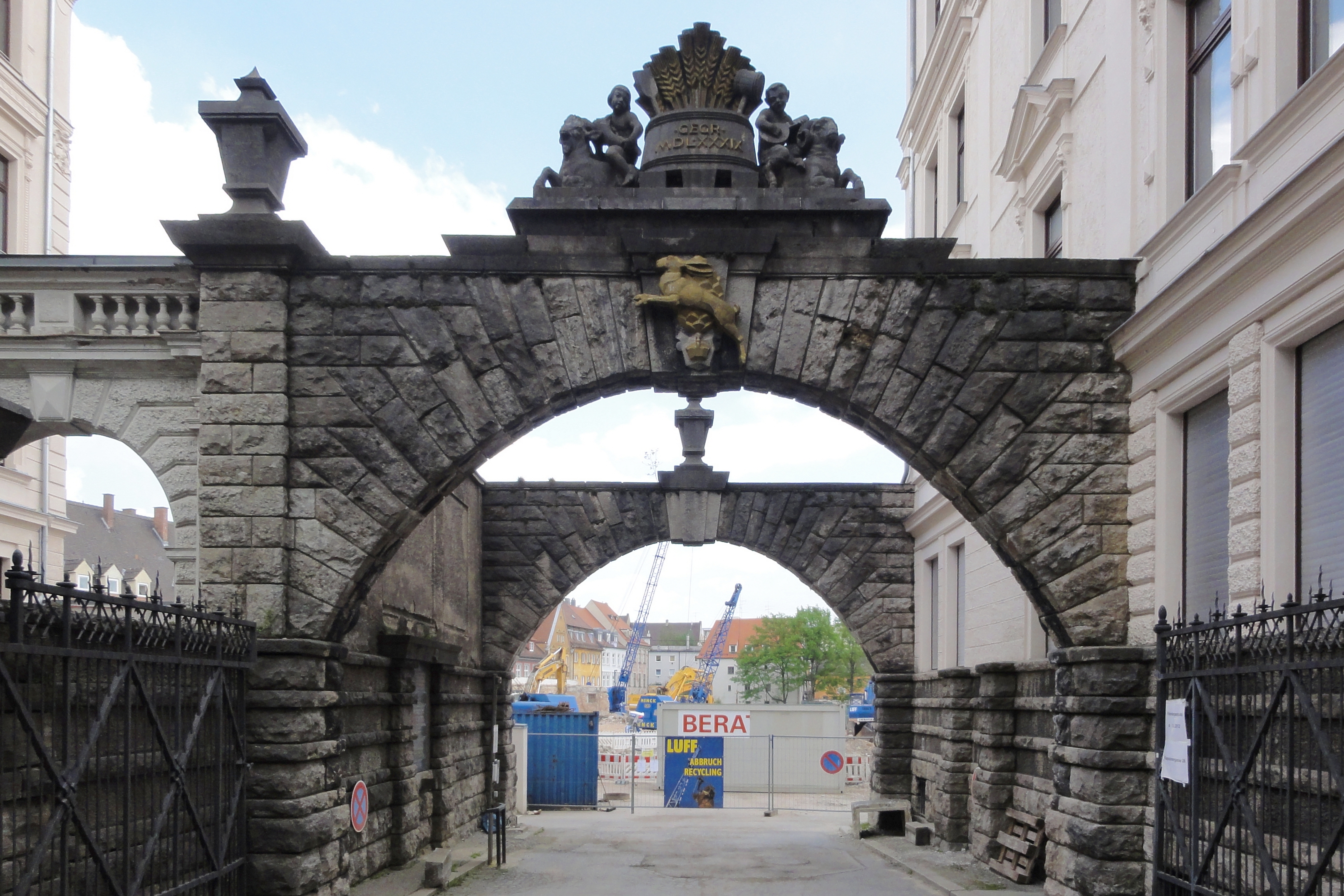
Torbogen beim ehemaligen Hasen-Bräu-Gelände an der Konrad-Adenauer-Allee (2013)

Die Geschichte der Hasenbrauerei nahm im Anwesen Bäckergasse A 334 (heute Bäckergasse 17) ihren Anfang. Dort wird im Steuerbuch von 1464 erstmals ein Bierbrauer als Eigentümer erwähnt. 1589 wurde das ebenfalls in dem Haus ansässige Bäckerhandwerk abgetrennt und die Bierschenkenbehausung „Zu den drei Glas“ als selbstständiges Anwesen geführt.
Matthias Rösch (1789–1855) kaufte 1815 die mittlerweile unter dem Namen „Zum Hasen“ bekannte Braustätte in der Bäckergasse und widmete sich in den Folgejahren angestrengt dem Ausbau des Betriebes. 1842 war die Hasenbrauerei hinsichtlich des Malzverbrauchs bereits die viertgrößte Brauerei in Augsburg. Nach dem Tod von Rösch übernahm sein Sohn Joseph Matthias (1837–1907) den Braubetrieb. Unter dessen Führung wurde die Brauerei 1890 in eine Aktienbrauerei umgewandelt. Mit dem auf diese Weise gewonnenen Kapital konnte 1899 eine neue Braustätte mit maschineller Produktion auf dem Gelände des ehemaligen Kapuzinerklosters zwischen Kaiserstraße (heute Konrad-Adenauer-Allee) und Maximilianstraße eröffnet werden (Standort). Im gleichen Jahr übernahm Rösch die Exportbierbrauerei Schnapperbräu (gegründet 1627, Karolinenstraße 8, letzter Inhaber Leonhard Bergdolt). Der Braubetrieb in der Bäckergasse wurde 1902 aufgegeben und das Gebäude fortan als Gaststätte genutzt. Nach dem Ersten Weltkrieg gerieten mehrere Augsburger Brauereien in wirtschaftliche Schwierigkeiten und wurden in der Folge von der Hasenbrauerei übernommen. Dazu zählte zunächst 1920 die Brauerei Lorenz Stötter (gegründet 1609, Lauterlech 29), ein Jahr später Kronenbräu (gegründet 1589, Wertachbrucker-Tor-Straße 3, letzter Inhaber Michael Wahl) und 1924 die Aktienbrauerei Augsburg (gegründet 1603, Milchberg 17, letzter Inhaber Michael Vogtherr).
Bei den Luftangriffen im Zweiten Weltkrieg wurden die Produktionsanlagen zwischen Kaiserstraße und Maximilianstraße zum Teil schwer getroffen. Die Gaststätte in der Bäckergasse wurde sogar völlig zerstört. Nach einer Wiederaufbauphase erholte sich das Unternehmen jedoch schnell und setzte nach dem Krieg seinen Expansionskurs fort. So pachtete die Hasenbrauerei im Jahre 1950 die wirtschaftlich angeschlagene Klosterbrauerei Scheyern. 1973 wurde zunächst Prügelbräu (gegründet 1556, Alte Gasse 15) und zwei Jahre später dann Fortunabräu (gegründet 1602, Kitzenmarkt 18) übernommen. Das Bürgerliche Brauhaus Augsburg-Göggingen (gegründet 1620, Gögginger Straße 90) kam 1992 zum Unternehmen. Ende der 1990er Jahre beschäftigte Hasen-Bräu etwa 170 Mitarbeiter und der Getränkeausstoß lag bei insgesamt etwa 340.000 hl.
Die Bayerische Vereinsbank verkaufte 1996 ihre Aktien an Jannik Inselkammer, sodass dieser zum neuen Hauptaktionär wurde. Hasen-Bräu trat ein Jahr später die Betriebsrechte an Tucher Bräu, ebenfalls ein Unternehmen der Inselkammer-Gruppe, ab. 2003 erwarb Inselkammer schließlich den übrigen Aktienanteil und integrierte Hasen-Bräu zusammen mit Tucher Bräu in die Brau und Brunnen AG. Die Oetker-Gruppe kaufte 2004 die Brau und Brunnen AG und gliederte Hasen-Bräu in die konzerneigene Radeberger Gruppe ein.

## Gegenwart
Nach der Jahrtausendwende erlebte das Unternehmen umfangreiche Umstrukturierungsmaßnahmen. Zunächst wurde ein modernes Logistikzentrum in Haunstetten eröffnet (Standort). Der Produktionsstandort in der Augsburger Innenstadt dagegen galt angesichts des rückläufigen Bierkonsums als überdimensioniert und sollte daher aufgegeben werden. Im Laufe des Jahres 2011 wurde die Produktion daher dort eingestellt und eine neue Braustätte mit Gastwirtschaft auf dem Gelände des ehemaligen Vieh- und Schlachthofes in Betrieb genommen. Seither werden in der sogenannten Kälberhalle etwa 30.000 hl Bier pro Jahr produziert. Die Flaschenabfüllung dagegen erfolgt bei Tucher Bräu in Fürth.

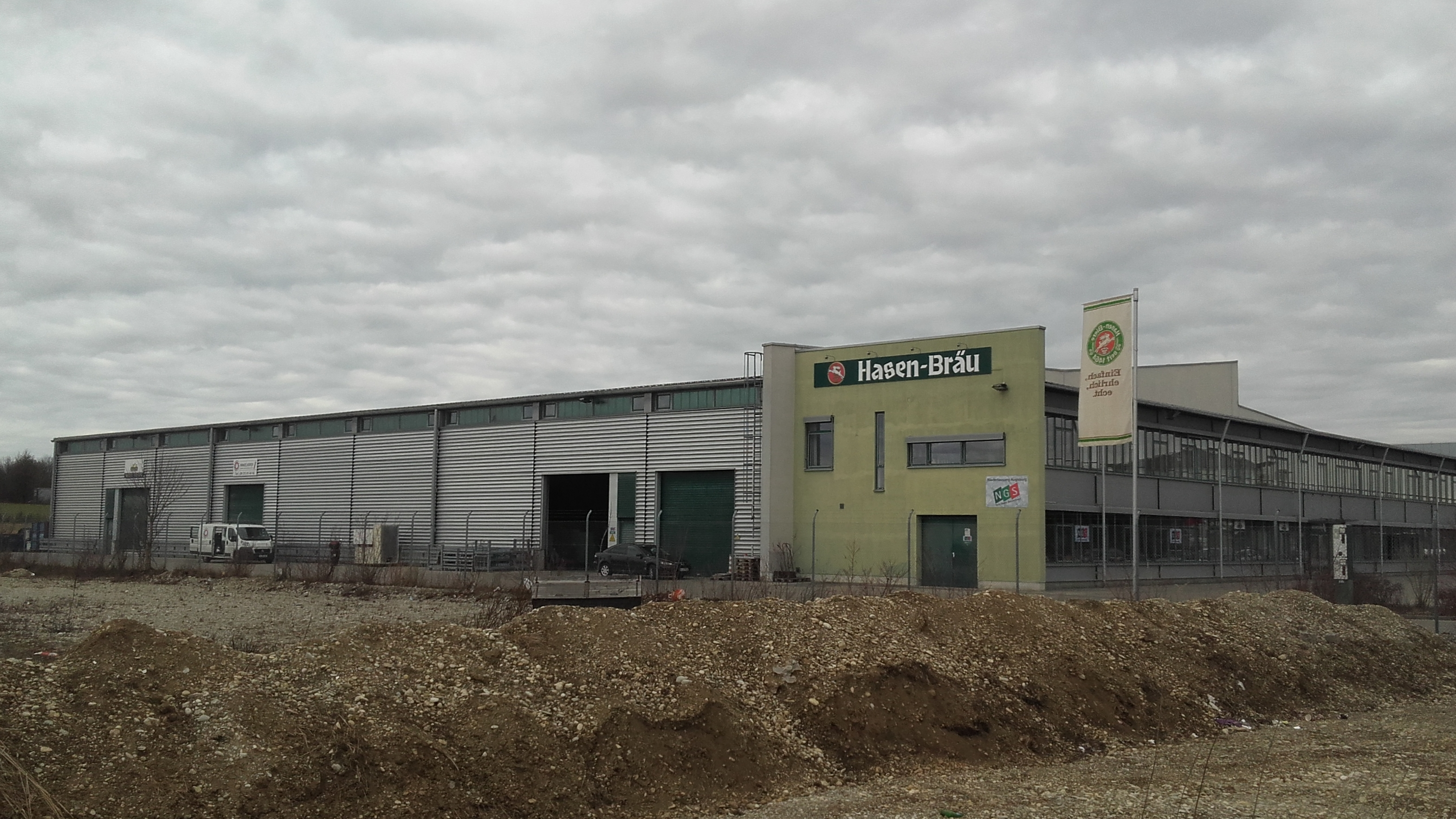
Logistikzentrum in Augsburg-Haunstetten (2017)
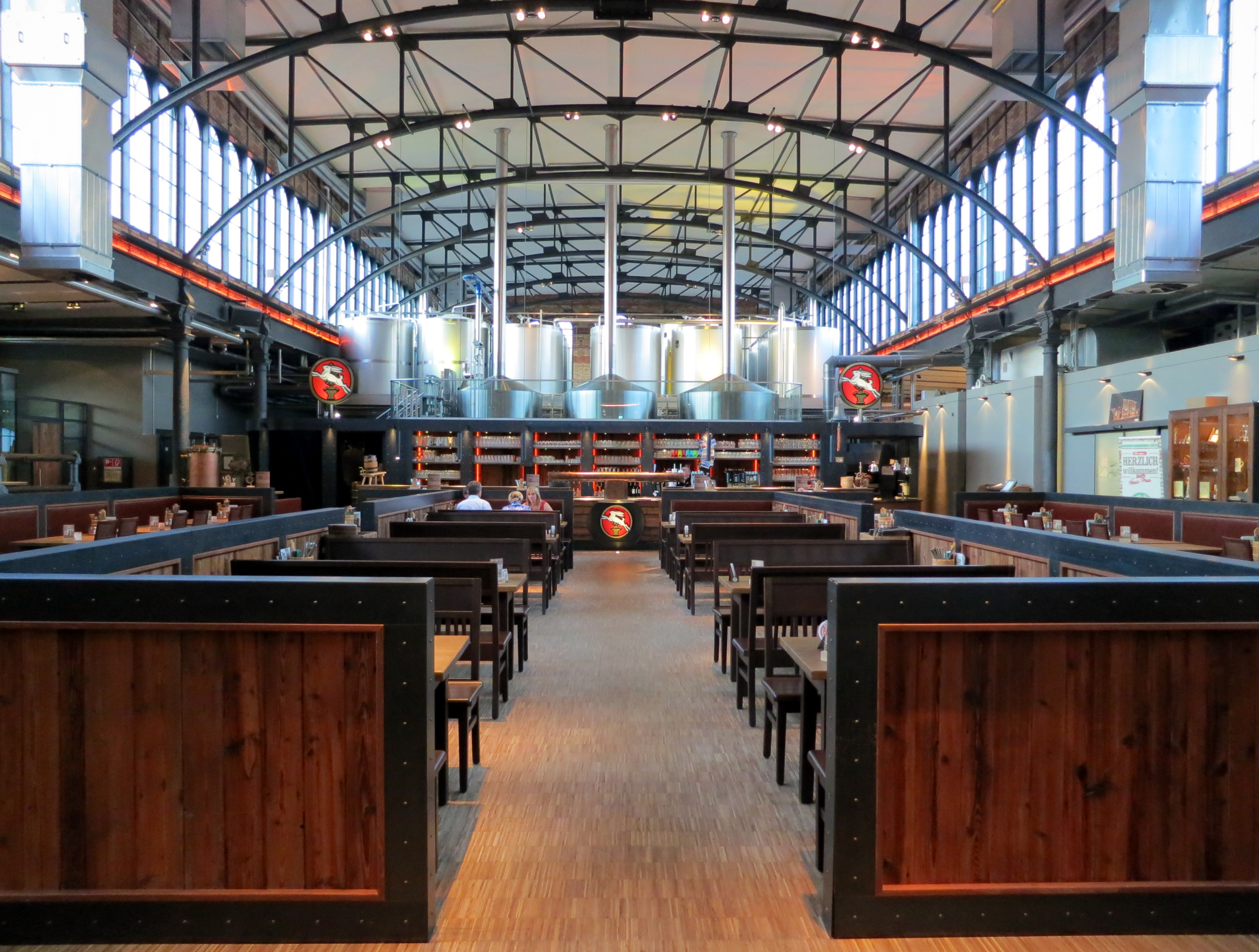
Blick in die Gastwirtschaft mit dahinterliegendem Sudhaus (2014)
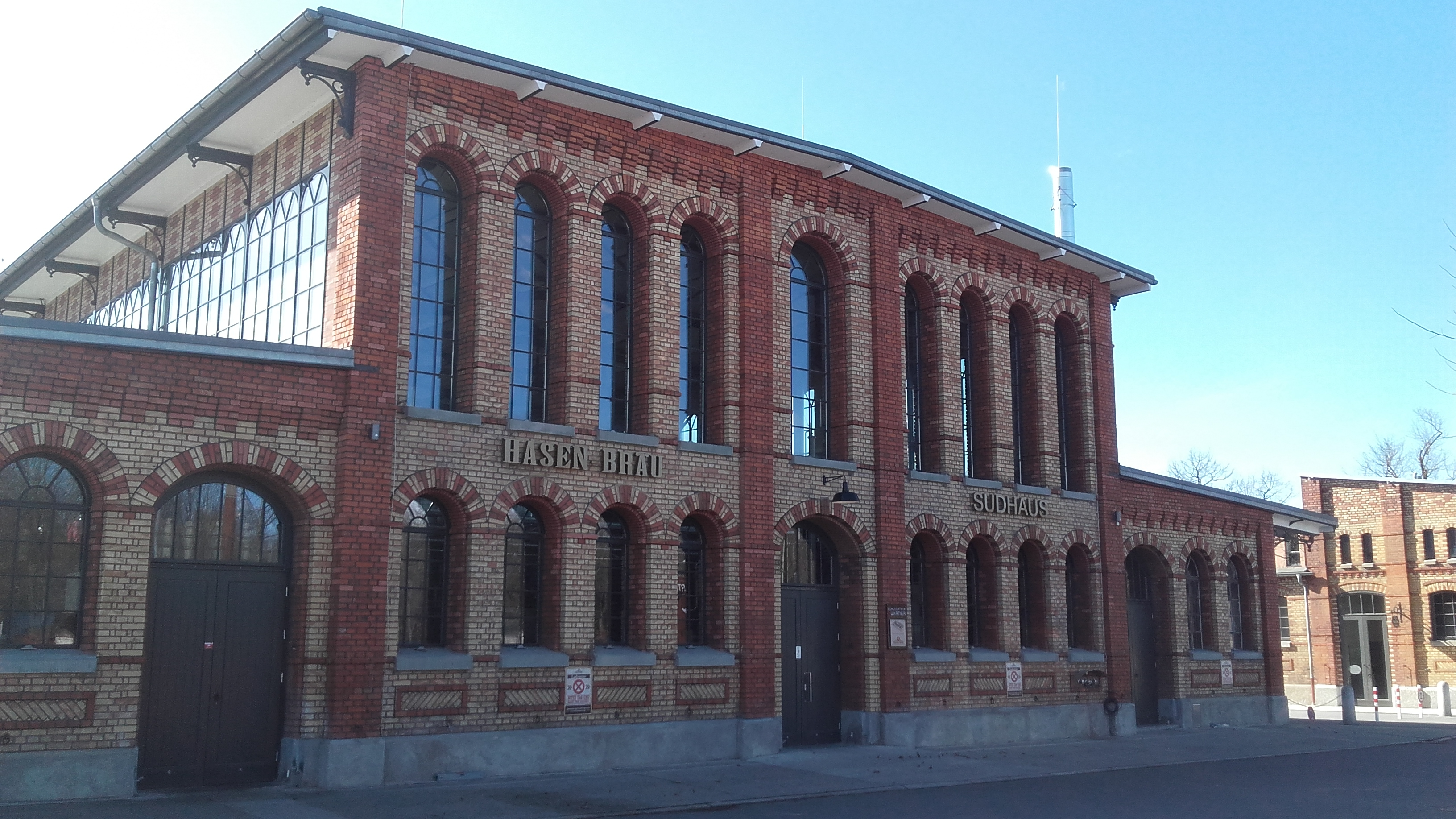
Ansicht des Sudhauses (2017)

Die alten Brauereigebäude in der Augsburger Innenstadt wurden zwischen 2011 und 2014 nahezu vollständig abgebrochen. Lediglich die denkmalgeschützten Verwaltungsgebäude (einschließlich Torbogen) an der Konrad-Adenauer-Allee sowie die nördliche Außenwand der ehemaligen Mälzerei blieben erhalten. Auf dem weitläufigen Gelände wurden Wohngebäude errichtet.

## Produkte
Seit den 1960er Jahren gehörten zum Produktsortiment von Hasen-Bräu sowohl alkoholische als auch alkoholfreie Getränke. Mit Schließung des Produktionsstandortes in der Augsburger Innenstadt wurde die Herstellung von alkoholfreien Getränken aufgegeben. In der neuen Braustätte in der Kälberhalle wird seit der Inbetriebnahme 2011 nur Bier gebraut. Zu den produzierten Biersorten gehören Helles Bier, Exportbier, Weißbier, Kellerbier und Pils.
Einige der produzierten Biersorten wurden in der Vergangenheit von der Deutschen Landwirtschafts-Gesellschaft ausgezeichnet. Zuletzt erfolgte dies 2010 für die Sorten Hasen-Bräu Extra und Hasen-Bräu Weißer Hase.